# Tüdős István (püspök)
Tüdős István (Nagymihály [korábban Mihályi], 1866. december 22. – Miskolc, 1918. október 8.) bölcseleti (filozófiai) doktor, református lelkész és teológiai tanár. A Tiszáninneni református egyházkerület püspöke 1914-től haláláig.

## Élete
A Zemplén-megyei Mihályiban született 1866-ban. 1877-től Sárospatakon tanult, ahol a gymnasiumot 1886-ban, a teológiai tanfolyamot 1890-ben fejezte be. Az 1890–1891-ben tanévben a jénai egyetemen teológiát, az 1891–1892-ben pedig a kolozsvári egyetemen bölcseletet hallgatott. 1891-ben teológiai magántanári, 1892-ben bölcseletdoktori vizsgát tett. 1892 nyarától Miskolcon káplánkodott, míg 1895 őszén sárospataki teológiai tanár lett.  1914-től a tiszáninneni református egyházkerület püspöke. 1915-ben főrendiházi tag lett. 1918-ban hunyt el 4 évnyi püspöki szolgálat után mindössze 51 éves korában.

## Művei
Folyóiratcikkei a Sárospataki Ifjúsági Közlönyben (1889. Győri Vilmos mint lyrikus), a Protestáns Egyházi és Iskolai Lapban (1890–1891. Az Egidy-féle új keresztyén egyház), a Protestáns Szemlében (1893. Dévai Biró Mátyás, 1900. Néhány pogány imádság); írt még a Dunántúli Protestáns Lapba, az Erdélyi Protestáns Közlönybe, a Sárospataki Lapokba; a Zoványi-féle Theologiai Ismeretek Tárának is munkatársa volt. Szerkesztette Sárospataki Ifjúsági Közlönyt 1886-tól 1890-ig; a Sárospataki Lapokat 1897-1904-ben és társszerkesztője a pozsonyi Theologiai Szaklapnak.
Önálló művei:

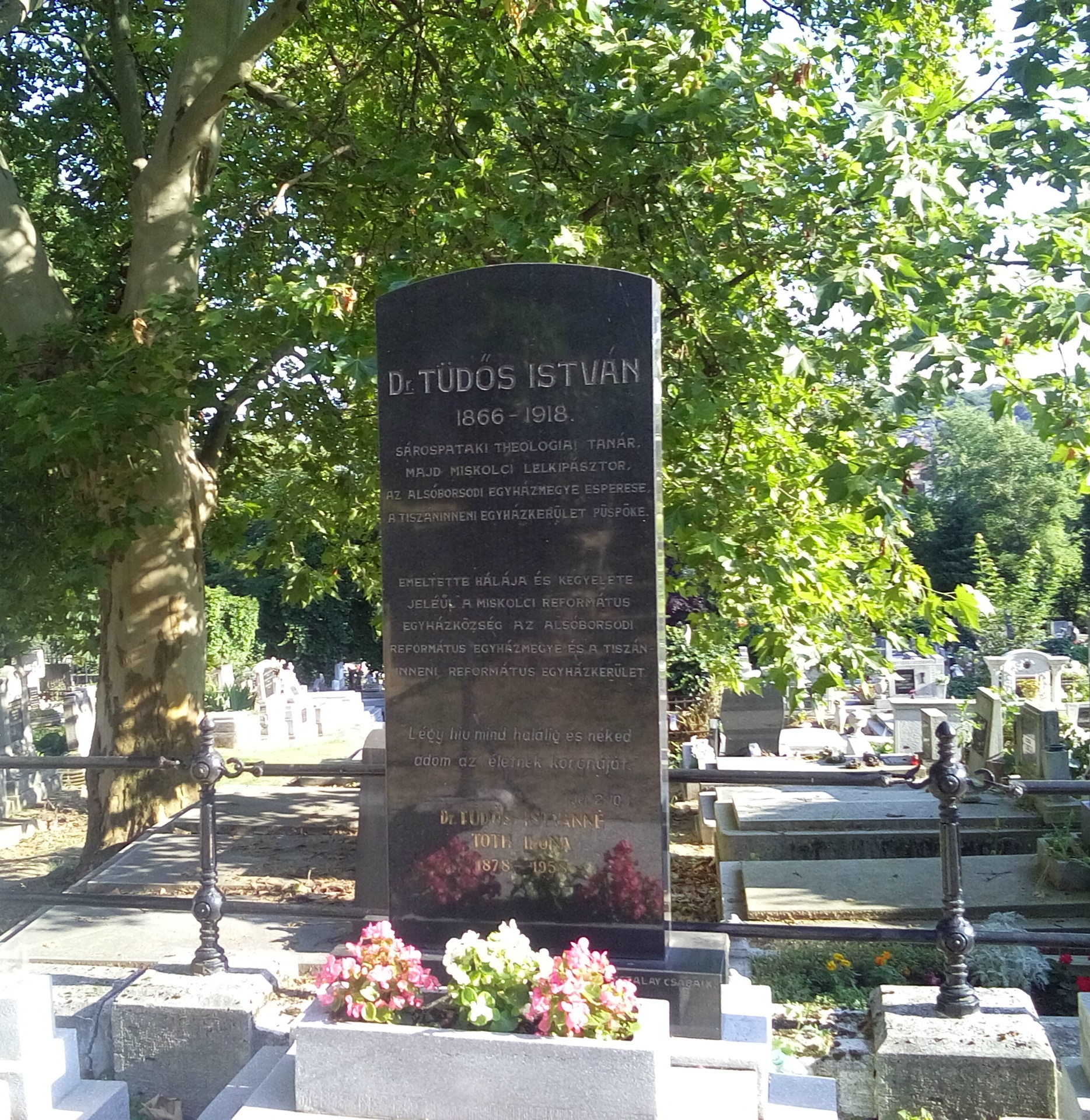
Sírja a miskolci Deszka temetőben

- Zwingli mint dogmatikus. Theologiai magántanári vizsgálatra. Sárospatak, 1892. (Ism. Prot. Egyh. és Isk. Lapok).
- Mirandulai Picus János élete és bölcsészete. Kolozsvár, 1893.
- A dogmák jelentősége napjainkban. Sárospatak, 1896.
- Alkalmi beszéd a sárospataki főiskolai ifjúság márcz. 15. hazafias emlékünnepélyén. Uo. 1896.
- Dolgozatok a gyakorlati lelkészet köréből. Miskolcz, 1897.
- A tiszáninneni evang. ref. egyházkerület Névkönyve az 1897. évre. Uo. 1897.
- Levelek a jezsuiták erkölcstanáról. Bpest, 1901.
- Tanulmányok Augustinus tanrendszeréből. Pozsony, 1903.
- Pásztor Sámuel emlékezete. Uo. 1904.
- Mi a vallás?, Sárospatak, 1904
- Emlék-lapok a miskolczi ref. egyház Kossuth-utczai templom felavatásának századik évfordulója alkalmából. Miskolcz. (1908.).